# Cartoon Network Egyesült Királyság és Írország
A Cartoon Network Egyesült Királyság és Írország (angolul: Cartoon Network United Kingdom & Ireland) a Cartoon Network rajzfilmadó brit-ír változata, amely 1999. október 15-én indult. Elérhető az Egyesült Királyságban, Írországban és Máltán. 1993. szeptember 17-e óta fogható ezekben az országokban, de ekkor még az adó európai változatát lehetett fogni. Ez a változat bír egy időcsúsztatott csatornával is, amely neve Cartoon Network +1. Ez egy óra eltolással sugározza a Cartoon Networköt.

## Műsorok
- Gumball csodálatos világa
- Bakugan
- Ben 10
- Ben 10: Ultimate Alien
- Boci és Pipi
- Bátor, a gyáva kutya
- A Görcs ikrek
- Ed, Edd n Eddy
- A fantasztikus négyes
- Generátor Rex
- Billy és Mandy kalandjai a kaszással
- Harry Hill's Shark Infested Custard
- Harry Hill's TV Burp
- Hero 108
- Lego: Hero Factory
- Én vagyok Menyus
- Johnny Bravo
- Johnny Test
- Nyomi szerencsétlen utazásai
- Parkműsor
- Robotboy
- Samurai Jack
- Star Wars: A klónok háborúja
- Villámmacskák
- Transformers: Prime
- Mr. Bean
- Scooby-Doo és a 13 szellem
- Két buta kutya
- Scooby-Doo, a kölyökkutya
- The Addams Family (1973)
- The Addams Family (1992)
- The Adventures of Batman
- The Adventures of Batman & Robin
- Don Kojot és Sancho Panda kalandjai
- The Adventures of Gulliver
- The Adventures of Rocky and Bullwinkle and Friends
- AKA Cult Toons
- Pound Puppies
- The Amazing Chan and the Chan Clan
- Angela Anaconda
- Angelo rulez
- Animánia
- Aquaman
- Arabian Knights
- The New Archie-Sabrina Show
- Astro Boy
- Atom Anti
- Atomic Betty
- Augie Doggie
- Augie Doggie and Doggie Daddy
- The Banana Splits
- Baby Blues
- Batfink
- The New Adventures of Batman
- The New Adventures of Flash Gordon
- The New Adventures of Gilligan
- The New Adventures of Mighty Mouse and Heckle & Jeckle
- The New Adventures of Zorro
- Batman with Robin the Boy Wonder
- The Batman/Superman Hour
- The Batman/Tarzan Adventure Hour
- The Batman
- The New Batman Superman Adventures
- The New Batman Adventures
- Batman: A rajzfilmsorozat
- Batman: A bátor és a vakmerő
- Batman of the Future
- Bedrock Cops
- Beetlejuice
- Ben 10 és az idegen erők
- Beyblade
- Big Bag
- Birdman and the Galaxy Trio
- Biskitts
- Binky Bill kalandjai
- Blue Submarine 6
- The Brady Kids
- Breezly & Sneezly
- The Bugs Bunny Show
- Bugs N' Daffy
- Butch Cassidy and the Sundance Kids
- Camp Lazlo
- Barlangi kapitány és a tini angyalok
- A bolygó kapitánya
- The New Adventures of Captain Planet
- The Cartoon Cartoon Show
- Casper and the Angels
- Cattanooga Cats
- Cave Kids
- CB Bears
- The Centurions
- Challenge of the GoBots
- Challenge of the Super Friends
- Chowder
- Codename: KND
- The Chuck Jones Show
- Class of 3000
- Clue Club
- Jelszó: Kölök nem dedós
- Count Duckula
- Crazy Claws
- Cubix
- Da Boom Crew
- Süsü keselyűk
- Devlin
- Dexter's Laboratory
- Dial M for Monkey
- Dingbat
- Dini, a kis dinoszaurusz
- Dino and Cavemouse
- Dino: World Premiere Toons
- Dirty Dawg
- Dragon Ball
- Dragon Ball Z
- Dragon's Lair
- Droopy
- Droopy & Barney
- Droopy, a mesterdetektív
- Szuperdod kalandjai
- A párbaj mesterei
- The Dukes
- Dumb és Dumber
- Dynomutt
- Everything's Archie
- The Fabulous Funnies
- Fangface
- Fantasztikus négyes (1967)
- Fantasztikus négyes (1978)
- Fantastic Voyage
- Mendoza, a dagi kutya
- Fish Police
- Foster's Home for Imaginary Friends
- Foofur
- The Fruitties
- Frédi és Béni, avagy a kőkorszaki buli
- Frédi és Béni, avagy a két kőkorszaki szaki
- The New Fred and Barney Show
- Fly Tales
- Flying Rhino Junior High
- Funky Phantom
- Gadget Boy
- Galtar and the Golden Lance
- Garfield és barátai
- The Gary Coleman Show
- Galaxy Goof-Ups
- Galaxy Trio
- George & Junior
- Gilligan's Planet
- Goldie Gold and Action Jack
- Goober and the Ghost Chasers
- The Great Grape Ape Show
- Zord és Gonosz
- The Groovie Goolies
- The Groovie Goolies and Friends
- Harlem Globetrotters
- The New Adventures of He-Man
- He-Man and the Masters of the Universe (1983)
- Lovag és az univerzum védelmezői
- Heathcliff
- Jaj! Borzas brumi brancs!
- Herculoids
- Heyyy, It's the King!
- Hihi Puffy AmiYumi
- Hokey Wolf
- Hot Wheels – Az 5-ös osztag
- Home Movies
- Hong Kong Phooey
- Hot Wheels AcceleRacers
- The New Adventures of Huckleberry Finn
- Foxi Maxi
- Inch High Private Eye
- The Incredible Hulk
- The Impossibles
- Ivanhoe
- Jabberjaw
- The Jackson 5ive
- Jana of the Jungle
- A Jetson család
- Jonny Quest
- Josie and the Pussycats
- Josie and the Pussycats in Outer Space
- Journey to the Center of the Earth (1967)
- Justice Friends
- Az igazság ligája
- Justice League
- Justice League: Unlimited
- The Kid Super Power Hour
- The Kid Super Power Hour with Shazam!
- Kong: The Animated Series
- Scooby-Doo Rajzfilmolimpia
- Lassie's Rescue Rangers
- Laurel and Hardy
- A kis Drakula
- The Little Rascals
- Lippy the Lion & Hardy Har Har
- Legion of Super Heroes
- Loonactis Unleashed
- Johnny Test
- Flúgos csapat
- Bolondos dallamok
- Loopy de Loop
- Lucky Luke
- The Magic Roundabout
- Magilla Gorilla
- My Gym Partner's a Monkey
- The Marvel Super Heroes
- A Maszk
- Mighty Man and Yukk
- Piri, Biri és Bori
- Mister T
- Monchichis
- The Moomins
- The Moxy Pirate Show
- ¡Mucha Lucha!
- The Mumbly Cartoon Show
- Moby Dick and Mighty Mightor
- Motormouse and Autocat
- Az osztálytársam egy majom
- Ned's Newt
- Omer and the Starchild
- Ozzy és Drix
- Pac Man
- Paw Paws
- Dili Dolly kalandjai
- Űrkedvencek
- The Peter Potamus Show
- A Rózsaszín Párduc Show
- A Rózsaszín Párduc (1993)
- Peter Potamus and his Magic Flying Balloon
- The Pirates of Dark Water
- Inci és Finci
- The Plastic Man Comedy/Adventure Show
- Pokémon
- Pokémon Advanced Battle (2006)
- Pokémon Battle Frontier (May 8, 2007)
- Pokémon Chronicles (April 2006)
- Pokémon Diamond and Pearl (November 2007)
- Pokémon Johto League Champions (22 April 2007)
- Pokémon Johto Journeys (2006)
- Pokémon Master Quest (7 June 2005)
- Popeye, a tengerész
- Pindur pandúrok
- Cukorfalat
- Punkin' Puss and Mushmouse
- Quick Draw McGraw
- The Raccoons
- The Real Adventures of Jonny Quest
- The Real Story of...
- Richie Rich
- Rickety Rocket
- Ricochet Rabbit & Droop-a-Long
- Road Rovers
- Robotboy
- Road Runner and Wile E. Coyote
- The Roman Holidays
- Ruff & Reddy
- Screwball Squirrel
- Secret Squirrel
- Scooby-Doo Rajzfilmolimpia
- A Scooby-Doo-show
- Scooby-Doo és Scrappy-Doo (1979)
- Scooby-Doo és Scrappy-Doo (1980)
- Scooby-Doo, merre vagy?
- Scooby-Doo: Rejtélyek nyomában
- Az új Scooby-Doo és Scrappy-Doo-show
- The New Scooby-Doo Mysteries
- Bozont és Scooby-Doo
- Sharky and George
- Shazzan
- She-Ra: Princess of Power
- Bárány a nagyvárosban
- Shirt Tales
- The New Shmoo
- Sinbad Jr. and his Magic Belt
- Sitting Ducks
- Skatoony
- Skatebirds
- Sky Commanders
- Hupikék törpikék
- Snagglepuss
- Snooper and Blabber
- The Snorks
- Space Ghost
- Space Ghost Coast to Coast
- Space Kidettes
- Space Stars
- Zűr az űrben
- Spartakus and the Sun Beneath the Sea
- Speed Buggy
- Speed Racer
- Pókember (1967)
- Pókember (1981)
- Spider-Man and his Amazing Friends
- Spike and Tyke
- Squiddly Diddly
- Star Wars: A klónok háborúja
- Super Chunk
- The Super Globetrotters
- The Super Powers Team: Galactic Guardians
- Super Friends (1973)
- Super Friends (1980)
- Super Friends: The Legendary Super Powers Show
- The Superman/Aquaman Hour of Adventure
- The Superman/Batman Adventures
- The Adventures of Superboy
- The All-New Super Friends Hour
- The New Adventures of Superman
- Viharsólymok
- Superman
- Superman: The Animated Series
- Kandúr kommandó
- Szilveszter és Csőrike
- Szilveszter és Csőrike kalandjai
- Tabaluga
- Tarzan, Lord of the Jungle
- The Tarzan/Lone Ranger Adventure Hour
- Taz-mánia
- Tini titánok
- The Tex Avery Show
- These Are the Days
- Thomas the Tank Engine & Friends
- Thundarr The Barbarian
- Thunderbirds
- The Tidings
- Időcsapat
- Tom és Jerry
- Tom és Jerry gyerekshow
- Tom és Jerry új kalandjai
- Tom és Jerry újabb kalandjai
- ToonHeads
- Turpi úrfi
- Touche Turtle
- Turbo Teen
- The Transformers
- Transformers: Cybertron
- Trollkins
- Undercover Elephant
- Underdog
- Valley of the Dinosaurs
- Vbirds
- Flúgos futam
- Wait Till Your Father Gets Home
- Wake, Rattle and Roll
- Wally Gator
- Waynehead
- Micsoda rajzfilm!
- What's New Scooby-Doo?
- Whatever Happened to... Robot Jones?
- Wait Till Your Father Gets Home
- Wheelie and the Chopper Bunch
- Wildfire
- Winsome Witch
- Micsoda rajzfilm!
- The World's Greatest Super Friends
- Xiaolin Showdown
- Yakky Doodle
- Yu-Gi-Oh!
- Yu-Gi-Oh! GX
- Yu-Gi-Oh! Zexal
- Hé, maci!
- Maci Laci
- Az új Maci Laci Show
- Yogi's Gang
- Yogi's Space Race
- Maci Laci kincset keres